# Most Poniatowskiego
Most Poniatowskiego, właśc. most Księcia Józefa Poniatowskiego (dawniej: most Mikołajewski, most im. Cesarza Mikołaja II, Trzeci Most), zwyczajowo Poniatoszczak – most przez Wisłę w Warszawie zbudowany w latach 1904–1913. Obecną nazwę nadano w kwietniu 1917.

## Opis
Pierwsze plany budowy mostu na przedłużeniu alei Jerozolimskiej pojawiały się w latach 70. XIX wieku.
Most według projektu inżynierów Mieczysława Marszewskiego, Bronisława Plebińskiego, i Wacława Paszkowskiego powstał w latach 1904–1914 (według innego źródła 1904–1913). Autorem oprawy architektonicznej mostu i wiaduktu był Stefan Szyller. Wieżyce przy wjeździe na most miały pełnić funkcje obronne; powstały na żądanie rosyjskich władz wojskowych. W projektowaniu i budowie mostu uczestniczyli także inżynierowie: Stanisław Kozierski i Kazimierz Grabowski.
Była to największa inwestycja miasta od czasu budowy systemu kanalizacji. Trasa mostowa wraz z dojazdami, nie licząc wałów ochronnych, wyniosła 3542 metry, w tym 506 m długości mostu i wiadukt o długości 700 m nad Powiślem, będący przedłużeniem Alej Jerozolimskich. Północny ślimak na styku mostu i wiaduktu posadowiono na betonowej płycie, gdyż znajdujące się w tym miejscu wieloletnie wysypisko śmieci nie mogło utrzymać budowli. Most o ośmiu przęsłach stalowych wspartych na kamiennych filarach otwarto dla ruchu 8 czerwca 1913, natomiast uroczystego otwarcia całej trasy, wraz z wiaduktem, dokonano 4 stycznia 1914 (według innych źródeł 6 stycznia 1914). Był chronologicznie czwartym stałym mostem, jednak mieszkańcy nazywali go Trzecim Mostem, gdyż dwa mosty przy Cytadeli (drogowy z 1875 i kolejowy z 1908) traktowali jako jeden. Głównym wykonawcą przeprawy było przedsiębiorstwo K. Rudzki i S-ka.
W czasie budowy doszło do skandalu korupcyjnego. Kierujący projektowaniem i budową przeprawy Mieczysław Marszewski przyjął w zamian za przyznawane przedsiębiorstwom kontrakty łapówki w wysokości ok. 100 tys. rubli. W wyniku śledztwa został usunięty z pełnionych funkcji, skazany na karę więzienia oraz zwrot uzyskanych korzyści majątkowych.
Most miał duże znaczenie dla rozwoju Saskiej Kępy i Grochowa. W związku z jego budową m.in. wytyczono obecną al. Zieleniecką.
5 sierpnia 1915 wycofujące się z Warszawy wojska rosyjskie wysadziły górne części 2 filarów przeprawy. Wzniesiony w ich miejscu przez Niemców prowizoryczny drewniany pomost, wzmocniony paraboliczną konstrukcją stalową, spłonął z nieznanych przyczyn krótko po zakończeniu budowy w 1916. Do końca okupacji Niemcy nie podjęli drugiej próby odbudowy mostu. Spowodowało to przeciążenie odbudowanego mostu Kierbedzia.
W 1915, po wycofaniu się Rosjan z Warszawy, mostowi nadano obecną nazwę.
Po zakończeniu wojny powstał spór między miastem a Ministerstwem Skarbu, kto powinien finansować odbudowę przeprawy. W wyniku zawartego porozumienia koszty podzielono po połowie. Most odbudowano w latach 1921–1927. Prace ponownie zrealizowała spółka K. Rudzki. W 1925 otwarto dla ruchu jedną jezdnię, a w 1927 oddano do użytku most na całej szerokości.
Podczas przewrotu majowego, 12 maja 1926 ok. godz. 17.00, na moście doszło do spotkania prezydenta Stanisława Wojciechowskiego z marszałkiem Józefem Piłsudskim. Inicjatorem spotkania był prezydent. Nie osiągnięto porozumienia, a wierni rządowi Wincentego Witosa żołnierze z Oficerskiej Szkoły Piechoty nie przepuścili Piłsudskiego na lewy brzeg.
W okresie okupacji niemieckiej mostowi nadano niemiecką nazwę Neue Brücke. 1 sierpnia 1944 śródmiejski przyczółek mostu został zaatakowany z obu stron przez powstańców z III zgrupowania „Konrad“ (plutonu 1140 od południa, z terenu rzeźni miejskiej, a plutonów 1138 i 1139 z budynków po północnej stronie wiaduktu). Atak załamał się, a wycofujących się powstańców z plutonów 1138 i 1139 zatrzymali niemieccy żandarmi i następnego dnia rozstrzelali pod wiaduktem. Po stronie praskiej polskie oddziały nie podeszły na pozycje szturmowe. Na moście Niemcy ustawili ciężkie karabiny maszynowe i reflektory wykorzystując swoje pozycje m.in. do ostrzeliwania Górnego Powiśla i polskich oddziałów dokonujących desantu na przyczółku czerniakowskim we wrześniu 1944.
Most został wysadzony przez Niemców 13 września 1944 o godz. 12.15 z powodu groźby połączenia się nacierających wojsk radzieckich i polskich z powstańcami. Zniszczeniu uległy cztery stalowe przęsła łukowe mostu o łącznej długości 274 metrów i jedno żelbetowe przęsło wiaduktu długości 19 metrów. Uszkodzone zostały również filary mostu.
Most został odbudowany według projektu Stanisława Hempla. 4 grudnia 1945 doszło tam do katastrofy budowlanej. Do wody runęło siedem łuków trzeciego przęsła, w wyniku czego śmierć poniósł 21-letni monter, a dziewięć osób zostało rannych. Most został oddany do użytku 22 lipca 1946. Pozwoliło to na uruchomienie pierwszego po wojnie tramwajowego połączenia przez Wisłę. Tego samego dnia pod wiaduktem mostu otwarto prowizoryczną zajezdnię tramwajową „Solec” z trzema kanałami rewizyjnymi o łącznej pojemności 25 wagonów. Wjazd do zajezdni znajdował się od strony al. 3 Maja, na której powstał również tor odstawczy o pojemności kilkunastu wagonów. Na odbudowanym moście zainstalowano także rurę dostarczającą wodę z miejskiego wodociągu do prawobrzeżnej części miasta.
Do czasu oddania do użytku mostu Śląsko-Dąbrowskiego (1949) most Poniatowskiego zapewniał jedyne połączenie tramwajowe lewobrzeżnej części miasta z Pragą.
W 1949 pod kierownictwem inż. Tadeusza Chylińskiego z Instytutu Lotnictwa zostały przeprowadzone, podczas próbnego obciążenia, tensometryczne pomiary naprężeń w konstrukcji przęseł mostu.
Po odbudowie most stracił część elementów swojego dotychczasowego charakteru. Ozdobną balustradę zastąpiono prostym „parkanem” stalowym. Nie odbudowano też kilku kamiennych ławek, które stały na filarach mostu. Inna jest też konstrukcja samych przęseł. Szczątki oryginalnych ławek do dzisiaj leżą w wiślanym nurcie i można je zobaczyć przy niskim stanie wody.
Na przełomie lutego i marca 1961, w związku z likwidacją torów tramwajowych m.in. na ulicach Solec i Książęcej, zlikwidowano zajezdnię „Solec”, a tramwaje przeniesiono do zajezdni „Mokotów“.
W latach 60. i I połowie lat 70. przeprawa była częścią dróg międzynarodowych E8 i E81. Po oddaniu do użytku w 1974 Trasy Łazienkowskiej ruch kołowy na moście Poniatowskiego zmniejszył się o 25%.
W latach 1963–1966 zbudowano drugą łącznicę z Wisłostradą na zachodnim brzegu rzeki. Most został poszerzony o 4 metry kosztem kamiennych wnęk i chodników. W trakcie kolejnego remontu w latach 1985–1990 wymieniono całą konstrukcję stalową wiaduktu na szerszą. Elementy betonowe wyglądające jak kamienne obłożono zbrojoną obrzutką betonową i odtworzono pierwotny wygląd powierzchni. Wymieniono wszystkie poprzeczne belki betonowe i dobudowano drugą łącznicę po stronie praskiej (z Wałem Miedzeszyńskim), oraz podniesiono torowisko tramwajowe. Na czas tego remontu na północ od przeprawy zbudowano tymczasowy most Syreny.
W 2002 pod arkadami mostu po stronie śródmiejskiej powstało Centrum Handlowe Arkada, w którym mieści się ponad 100 sklepów i zakładów usługowych.
W latach 2004–2005 wyremontowano obydwie wieżyczki na moście, a od nowa zbudowano te po praskiej stronie, oraz cztery pierwsze pawilony wiaduktu. Odnowiono neorenesansowe wieżyczki i pawilony na wiadukcie doń prowadzącym. Przy okazji tego remontu na wieżyczkę przy Muzeum Wojska Polskiego powrócił wykuty w kamieniu kartusz herbowy z wizerunkiem Syreny (zdemontowany podczas remontu w latach 80. XX wieku).
W latach 2011–2014 przy moście prowadzono prace poszukiwawcze, w wyniku których z dna rzeki wydobyto m.in. fragment przęsła o wymiarach ok. 7 x 6 x 1,5 m i wadze ponad 20 ton. W 2013 został on eksponowany na terenie Instytutu Badawczego Dróg i Mostów. W 2021 zabezpieczony przez instytut i przekazany miastu fragment mostu został (razem z fragmentami mostów Kierbedzia i pod Cytadelą) wyeksponowany w sąsiedztwie mostu Świętokrzyskiego, u zbiegu ul. Tamka i Zajęczej.
Przy praskiej stronie przeprawy znajduje się popularna plaża Poniatówka. W 2017 pod mostem powstał kompleks trzech boisk do siatkówki plażowej z trybunami na 200 osób i urządzeniami do street workoutu.
W 2021 na wiadukcie i moście ustawiono sześć fotoradarów. W 2022 w wieżycach po obu stronach wiaduktu przy ul. Solec uruchomiono dwie windy.

## Upamiętnienia
- Płyta z piaskowca upamiętniająca żołnierzy 10 Pułku Piechoty poległych w walkach o wyzwolenie Warszawy we wrześniu 1944 (przy wjeździe na most od strony praskiej)[60].
- Tablica Tchorka upamiętniająca egzekucję przez Niemców grupy powstańców z III zgrupowania „Konrad” w sierpniu 1944, umieszczona w drugiej połowie lat 70. na filarze wiaduktu przy Wybrzeżu Kościuszkowskim[61].

## Inne informacje
- Most Poniatowskiego został uwieczniony w wielu filmach, m.in. przez Stanisława Ignacego Witkiewicza, który sfilmował zarówno sylwetkę mostu, jak też i sceny grupowe na moście w filmie komediowym Witkacy z Niną w Warszawie w 1927 z udziałem samego Witkacego i jego żony Jadwigi[62][63][64].
- Most znalazł się na jednym z czterech znaczków pocztowych wydanych w 2008 przez Pocztę Polską w emisji Mosty w Polsce (obok mostu im. Ernesta Malinowskiego w Toruniu, mostu spawanego w Maurzycach i mostu Siekierkowskiego w Warszawie).

## Galeria

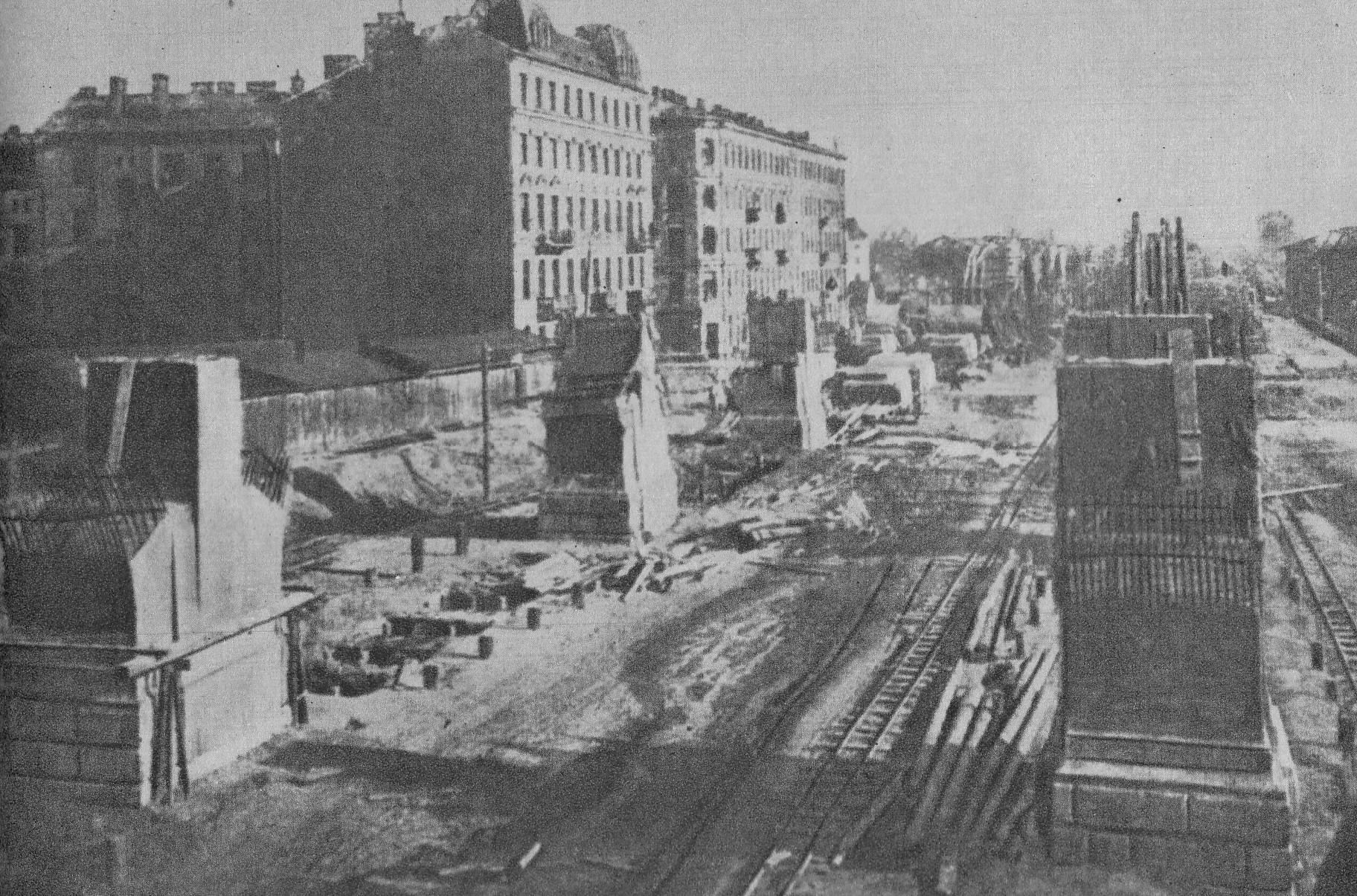
Budowa wiaduktu, 1911
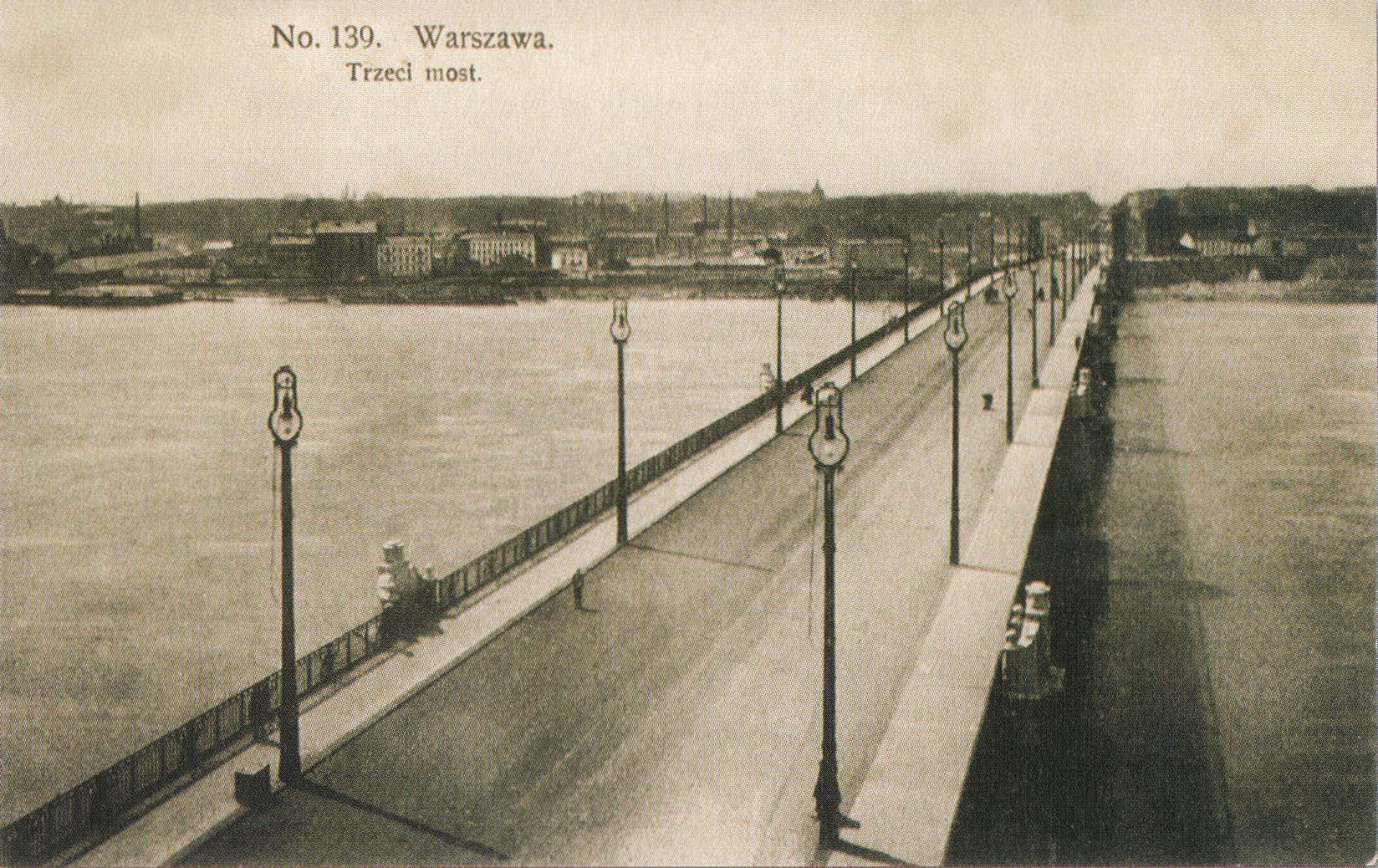
Widok ogólny przeprawy w stronę Śródmieścia, 1914
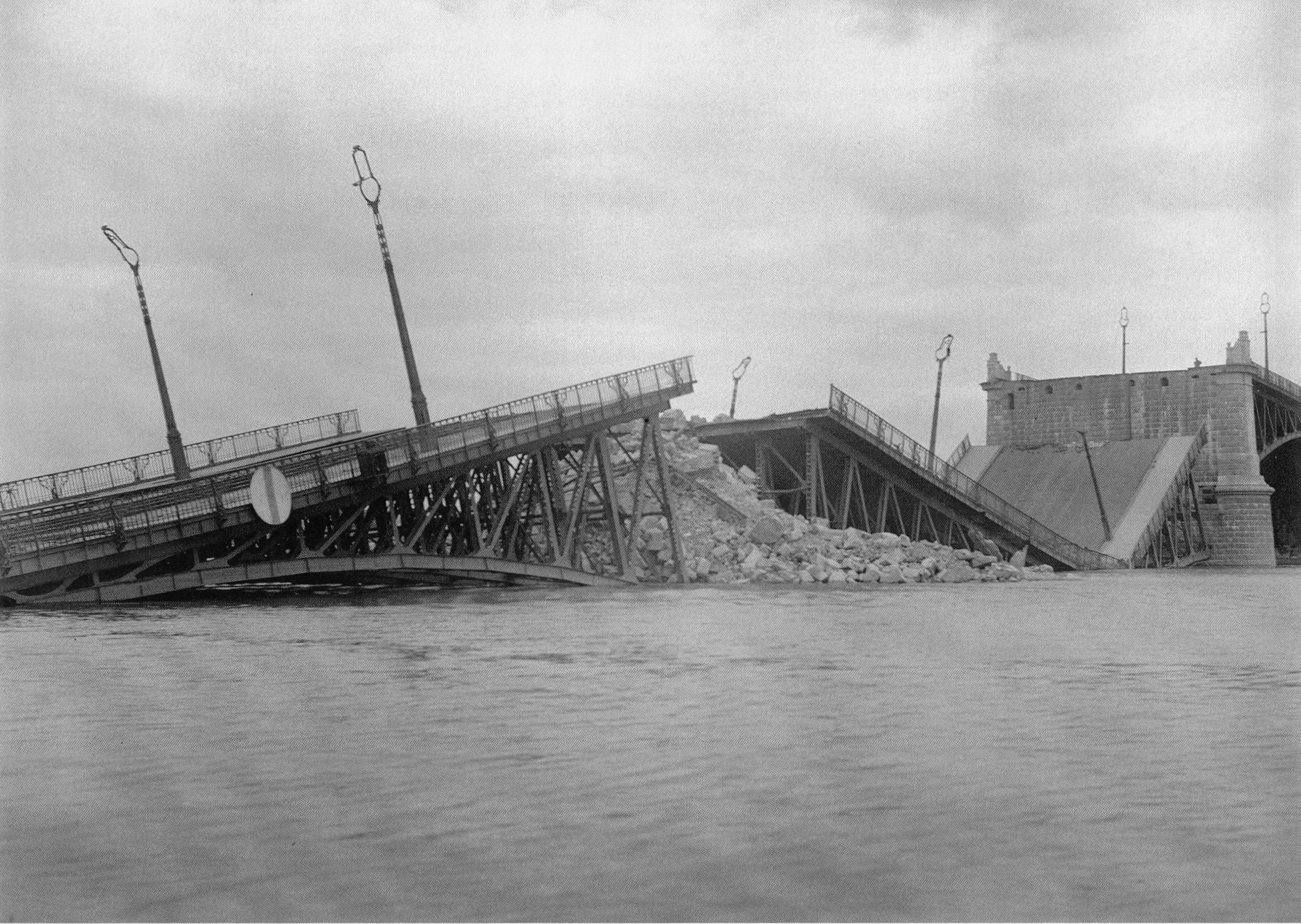
Most zniszczony przez wycofujące się wojska rosyjskie, sierpień 1915
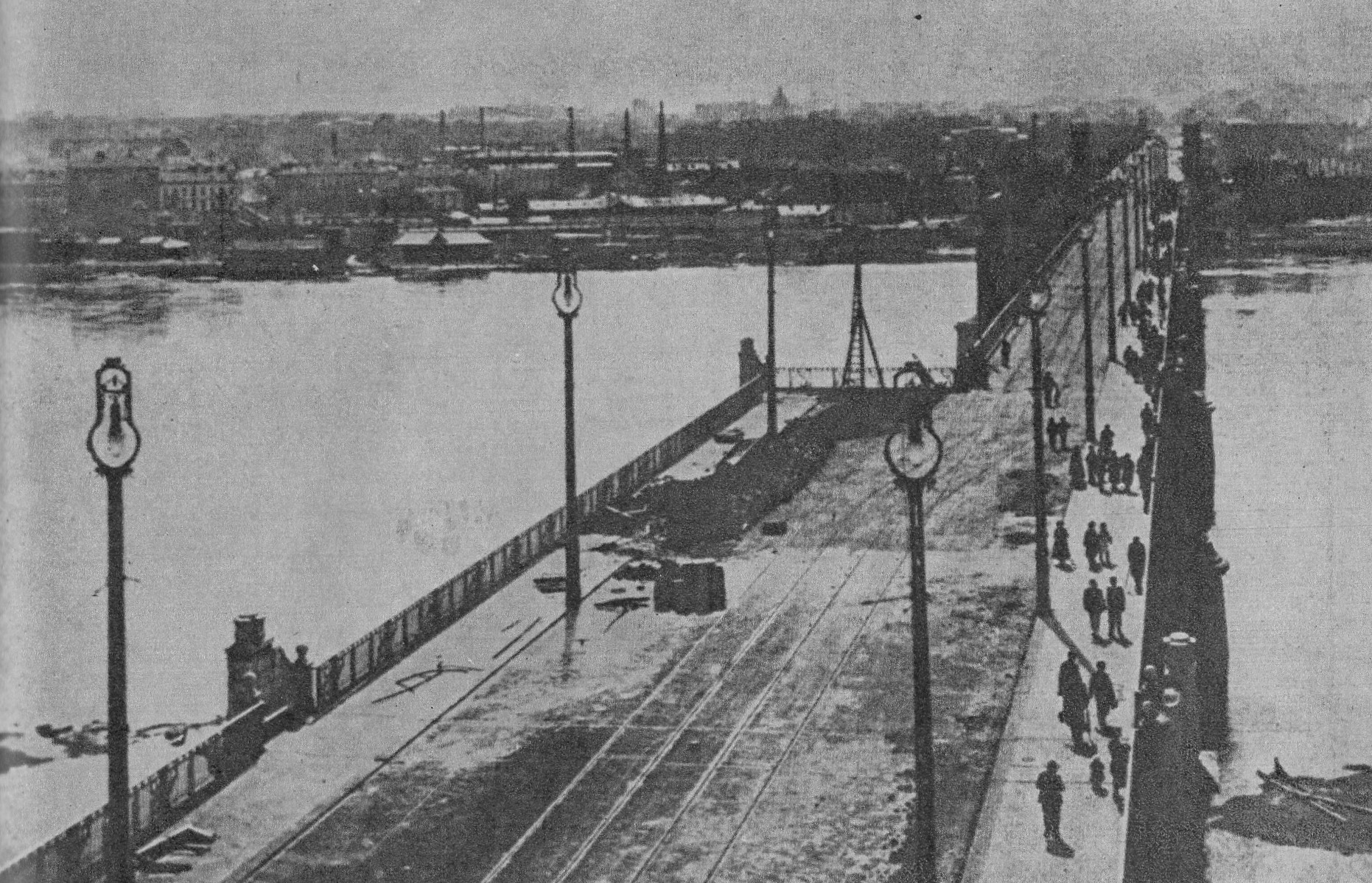
Częściowo odbudowany most z jedną jezdnią i linią tramwajową, 1925
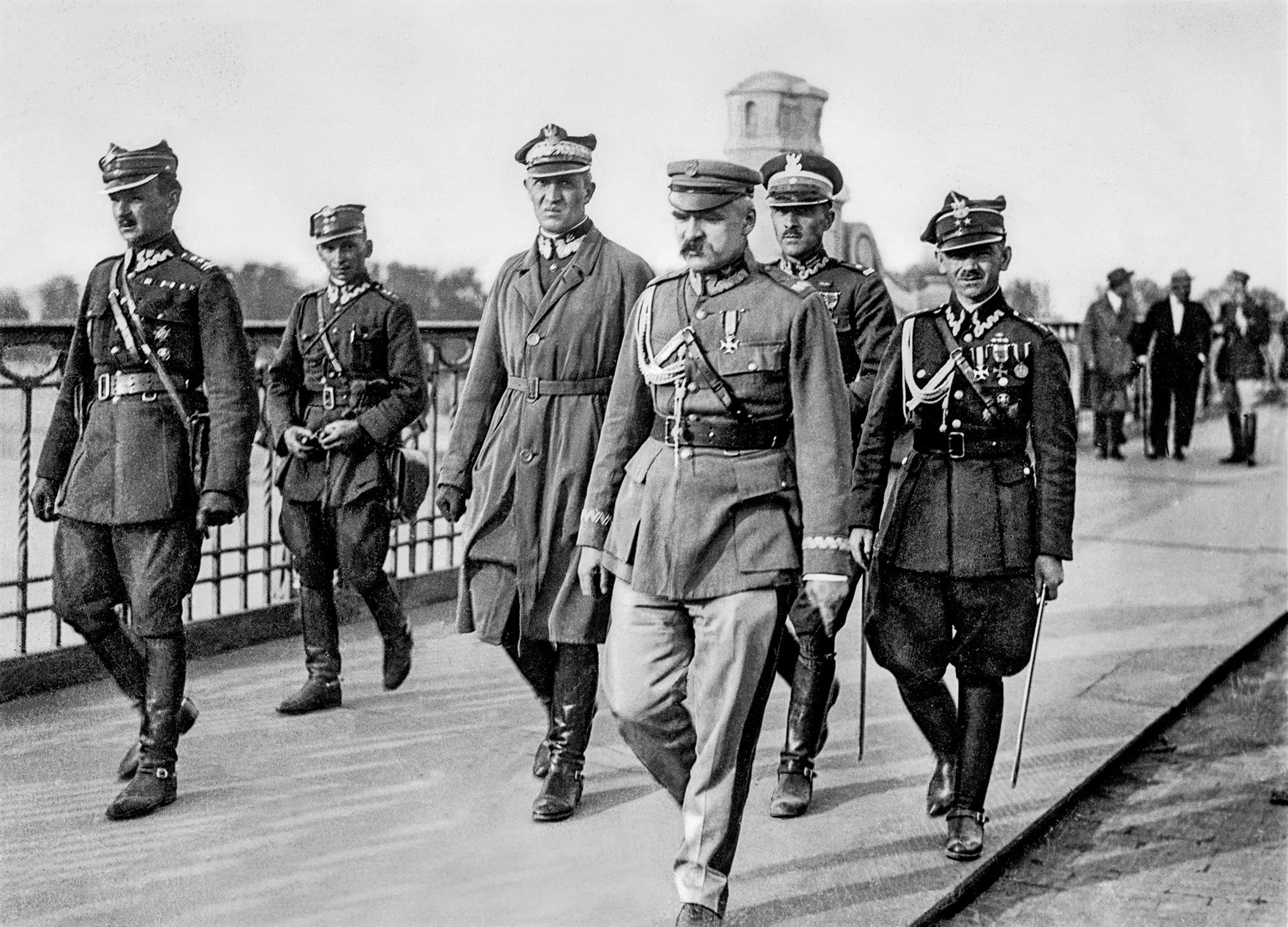
Józef Piłsudski przed spotkaniem z prezydentem Stanisławem Wojciechowskim na moście Poniatowskiego, 12 maja 1926
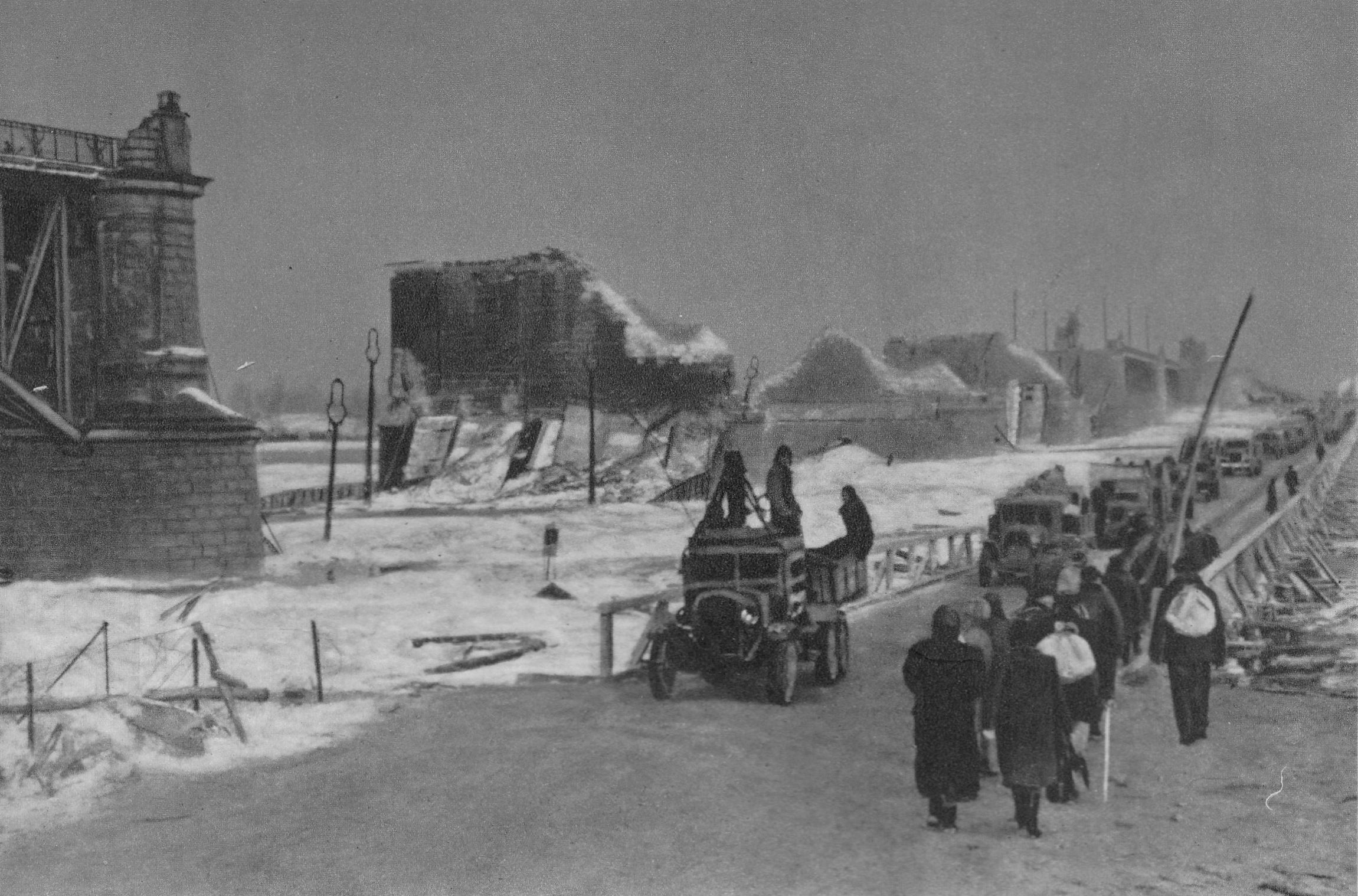
Zniszczony most wraz ze zbudowanym obok mostem pontonowym, 1945
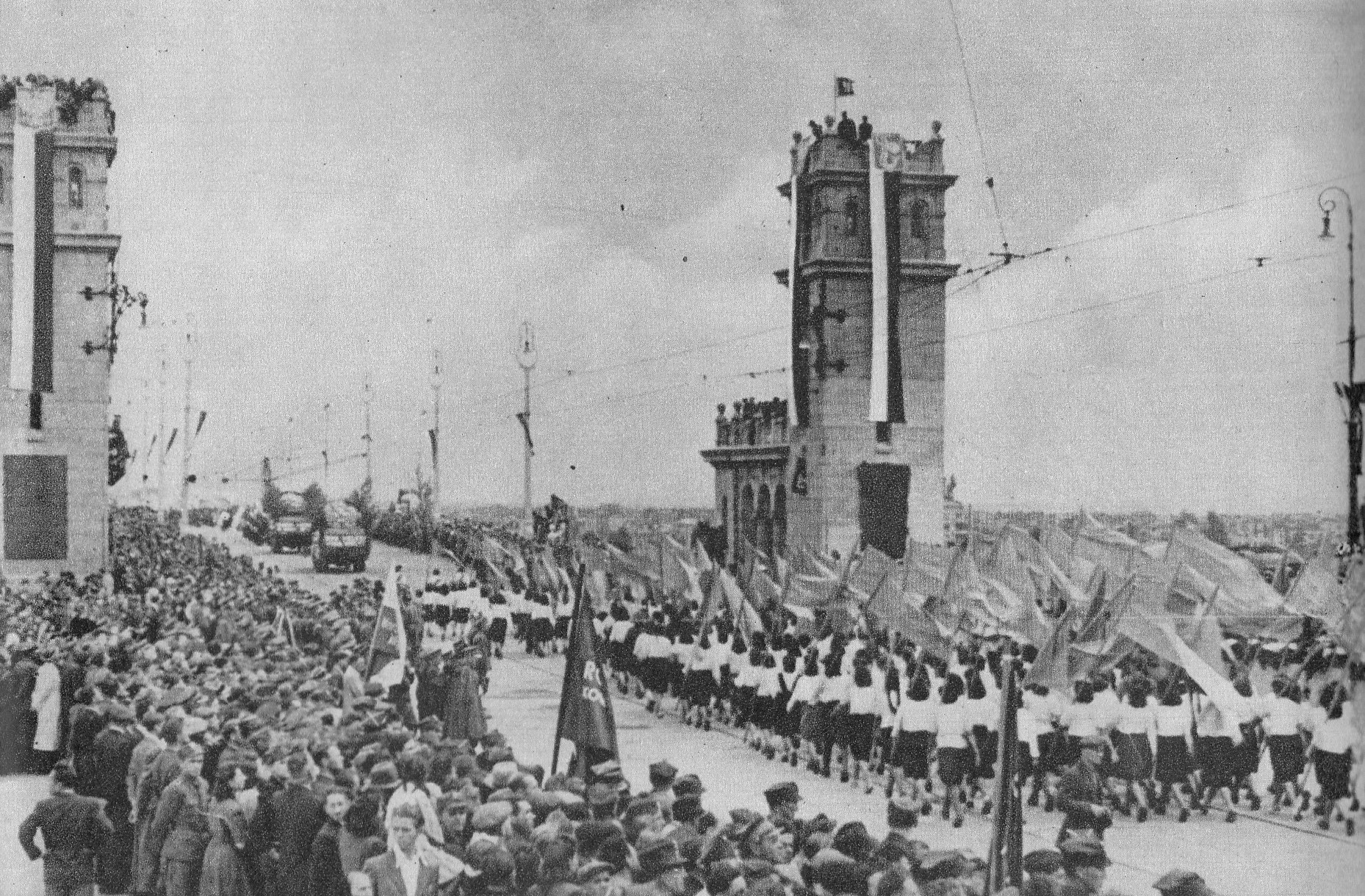
Otwarcie odbudowanego mostu, 22 lipca 1946
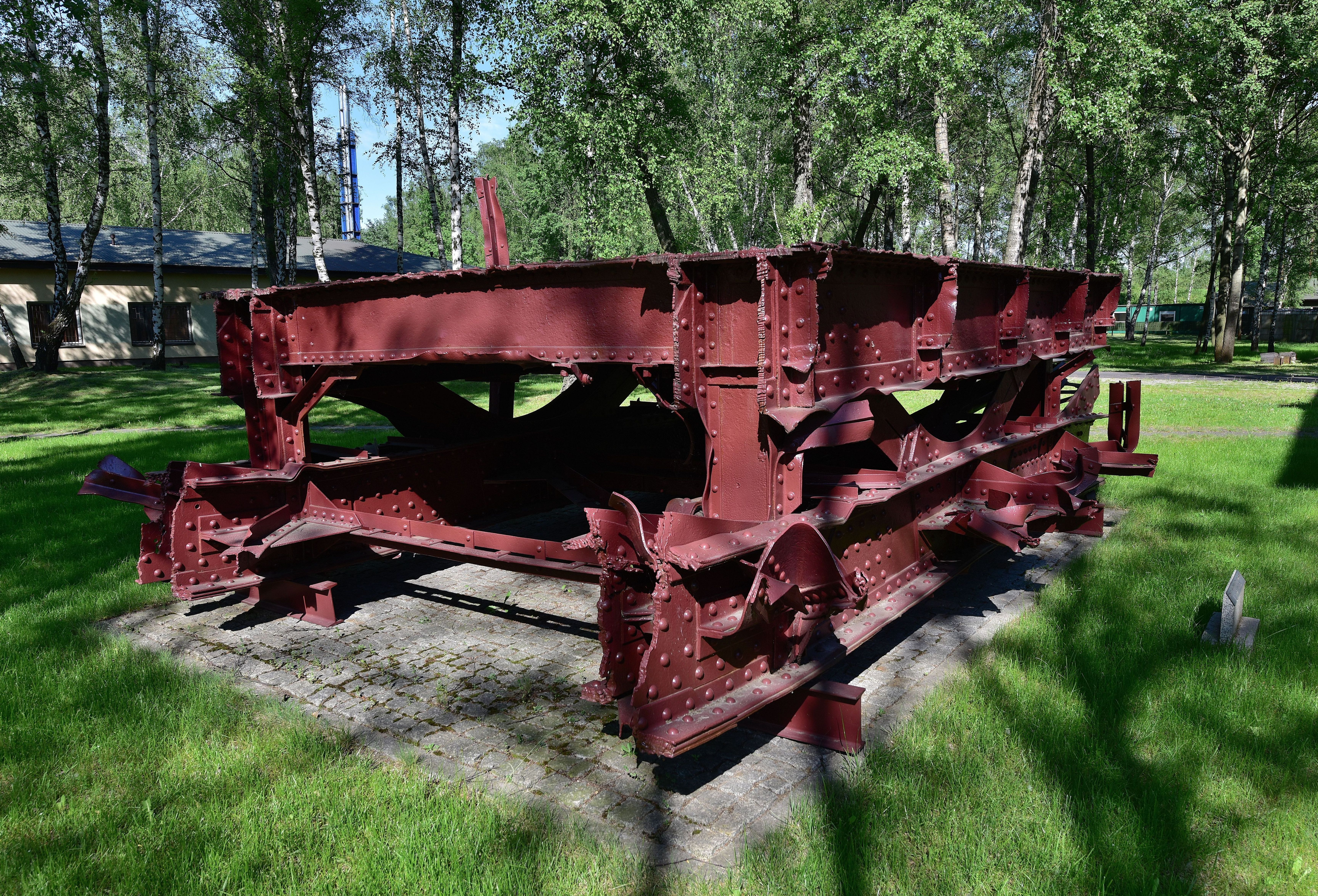
Wydobyty z dna Wisły fragment przęsła mostu eksponowany w Pontiseum na terenie Instytutu Badawczego Dróg i Mostów